# 春にして君を想う
『春にして君を想う』（はるにしてきみをおもう、原題：Börn náttúrunnar、英：Children of Nature）は、1991年のアイスランド・ドイツ・ノルウェーのドラマ映画。
文明化社会・商業主義社会の中で居場所をなくした老人の逃避行を描いているが、監督のフリドリック・トール・フリドリクソンは「文明批判・社会批判ととられるのは心外である、あくまで古き良き田園生活への憧憬として作った」と述べている。
なお、本作は老女ステラを演じたシグリドゥル・ハーガリンの遺作である。
日本では1994年に劇場公開された後に『ミッシング・エンジェル/春にして君を想う』のタイトルでビデオが発売された。

## ストーリー
妻に先立たれ、老いての一人暮らしに限界を感じた主人公。愛犬を自ら手にかけ、家を捨て、その形見として1個の柱時計のみを持ってレイキャビークの娘夫婦に身を寄せる。
しかし孫娘の嫌がらせ（ビョークのレコードを大音量でかけるなど）などに遭い、娘夫婦も味方になってくれず、老人ホームに入ることになる。
しかしその老人ホームでも、彼が受けた扱いは年長者への敬意が全く感じられない子ども扱いだった。周囲の老人たちは「世話をしてくれるだけましだ」とあきらめ顔で語るが、一人だけ介護士たちに反抗する老女がいた。主人公は、彼女が幼なじみの少女ステラであると知る。
主人公は彼女と脱走を決意する。我が家と愛犬の形見であったあの柱時計も捨て、ホームの近くにあった自動車を直結始動して二人の逃避行が始まった。その行き先は、もう廃村となってしまった二人の生まれ故郷の村だった。
途中、警察の尋問に遭うが、目的は別の強盗犯だった。車は故障し、その先は海路で行くことになるが、その途中で二人はセイレーンに笑顔で見送られる。送ってくれた漁師は「ただの幽霊だよ」と言う。
生まれ故郷の廃村に着いた二人だが、そこは既に草莽に帰していた。唯一そのまま残っていたのは丘の上の教会だけだった。その廃村で、二人はつかの間の幸福な時を過ごす。ステラは海岸で倒れ、主人公は彼女のために心を込めて棺桶を作り、丘の上の教会に運ぶ。
失意のうちに廃村をさまよう主人公。村にあった廃工場で、『ベルリン・天使の詩』の天使（ブルーノ・ガンツ）が主人公の肩を叩く。捜索隊が見ている前で、主人公は天に召されて行く（霧の中に消えていく）。

## キャスト
- ソウルゲイル: ギスリ・ハルドルソン（英語版） - 78歳の農夫。
- ステラ: シグリドゥル・ハーガリン（英語版） - ソウルゲイルの幼なじみの老婦人。
- 天使: ブルーノ・ガンツ